# Sotragero
Sotragero es una localidad y un municipio situados en la provincia de Burgos, en la comunidad autónoma de Castilla y León (España), comarca de Alfoz de Burgos, partido judicial de Burgos, cabecera del ayuntamiento de su nombre.

## Geografía
Tiene una superficie de 5,49 km² con una población de 273 habitantes (INE, 2020) y una densidad de 49,73 hab/km².

## Demografía
Sotragero cuenta con una población de 301 habitantes (INE 2024).
| Gráfica de evolución demográfica de Sotragero entre 1842 y 2021                                                       |
| |
| Población de derecho según los censos de población del INE. Población de hecho según los censos de población del INE. |

Gracias a su cercanía a la ciudad de Burgos, en la primera década del siglo XXI se ha recuperado la población perdida desde la década de 1970, convirtiéndose en un pueblo residencial de población que trabaja en Burgos. Llegó a alcanzar un máximo de población en 2013 de 302 habitantes censados (166 hombres y 136 mujeres).
| 1842 | 1857 | 1860 | 1877 | 1887 | 1897 | 1900 | 1910 | 1920 | 1930 | 1940 | 1950 | 1960 | 1970 | 1981 | 1991 | 2001 | 2011 | 2021 |
| ---- | ---- | ---- | ---- | ---- | ---- | ---- | ---- | ---- | ---- | ---- | ---- | ---- | ---- | ---- | ---- | ---- | ---- | ---- |
| 200  | 288  | 269  | 227  | 241  | 237  | 253  | 268  | 268  | 272  | 266  | 234  | 237  | 173  | 146  | 122  | 164  | 281  | 289  |

## Historia
Lugar que formaba parte del Alfoz y Jurisdicción de Burgos en el partido de Burgos, uno de los catorce que formaban la Intendencia de Burgos durante el periodo comprendido entre 1785 y 1833, tal como se recoge en el Censo de Floridablanca de 1787. Tenía jurisdicción de realengo con alcalde pedáneo.

## Cultura

### Fiestas y costumbres
Celebra las tradicionales procesiones de Semana Santa. El día de Viernes Santo se subastan los distintos elementos a procesionar: imagen de Cristo, faroles y cruz verde. En el transcurso del acto se escenificam las caídas y cantan el calvario. El Domingo de Resurrección se lleva a cabo la Procesión del Encuentro donde los vecinos besan las imágenes antes de quitar el velo que, en señal de luto, lleva la Virgen. Los monaguillos, ese día, hacen colecta por las casas cantando coplas como esta:

 ..."Ángeles somos,   del cielo venimos,  cestas traemos,  y huevos pedimos  para Jesucristo, que viene de camino"..

## Vecinos ilustres
- Julián Bernal (1919-2010), atleta
- Esther Sanmiguel, judoca